# Hafner Rotachute

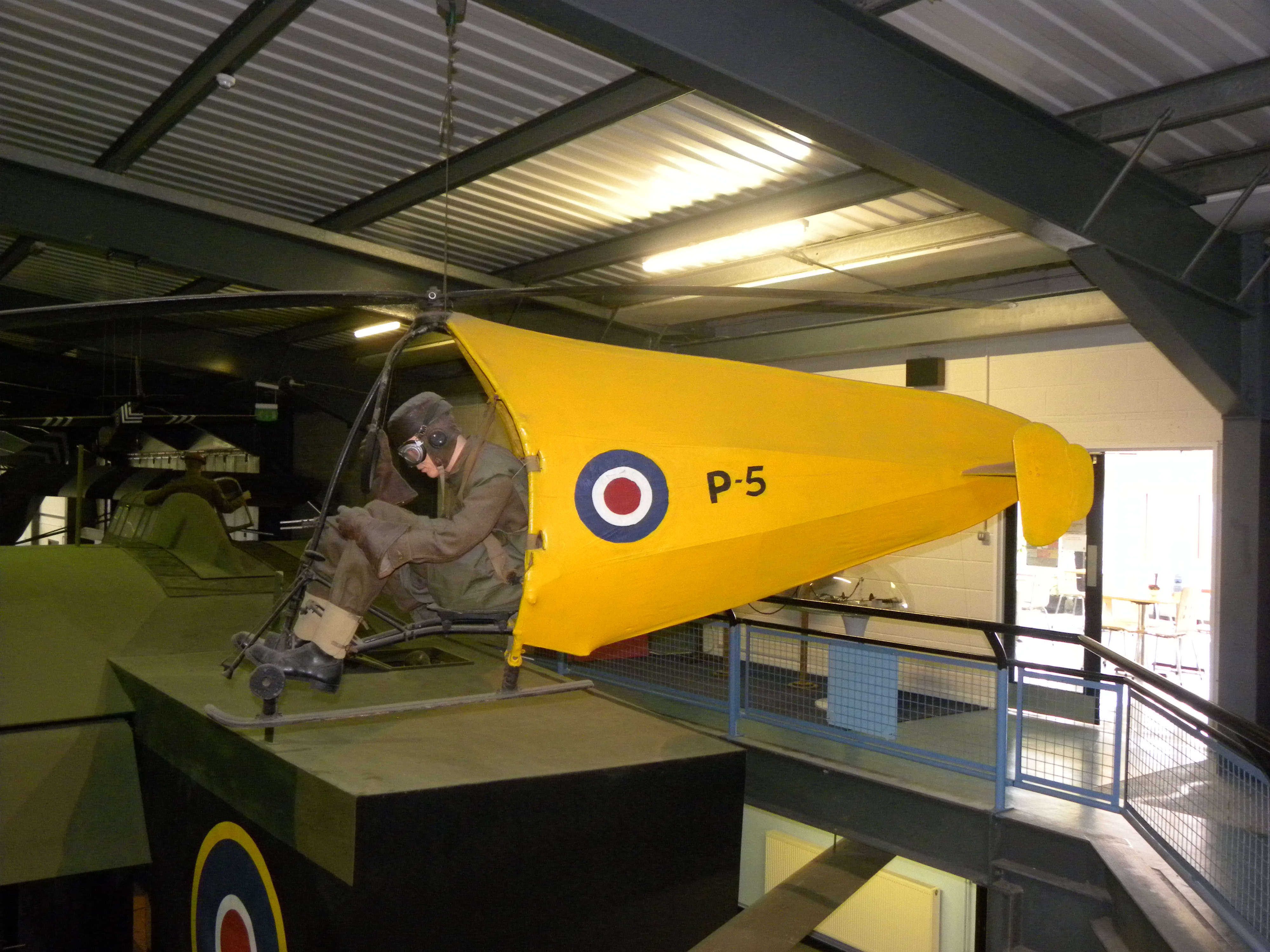
P-5 im Museum of Army Flying

Der Hafner Rotachute ist ein als Tragschrauber ausgelegtes experimentelles Fluggerät, das von Raoul Hafner konstruiert und von Hills & Son in Manchester gebaut wurde.

## Geschichte
Vor dem Hintergrund der Erfahrungen mit der Niederlage von Frankreich und der Evakuierung des britischen Expeditionskorps 1940 in Dünkirchen entschloss sich das britische Kriegskabinett zum Aufbau einer luftgestützten Einsatztruppe. Diese sollte 5000 Mann umfassen und nur aus Freiwilligen bestehen.

### Entwicklung
Bei der Entwicklung der Ausrüstung für die Truppe wurden auch unkonventionelle Ansätze in Betracht gezogen und erprobt. So konzipierte im November 1940 der Österreicher Raoul Hafner, der dafür aus seiner Internierung entlassen wurde, in Zusammenarbeit mit dem Aerodynamiker J. A. Bennett einen antriebslosen Tragschrauber, der jeweils einen Soldaten transportieren sollte. Hafner war davon überzeugt, dass mit Unterstützung eines Rotors sehr viel genauere Landungen von Fallschirmjägern möglich wären. Auch das Absetzen von Agenten bei Geheimoperationen, von medizinischen Hilfsmitteln und Ärzten oder auch von Löschgerät in unzugänglichem Gelände sollte dadurch leichter möglich sein.
Anfangs war die Ausführung als einfaches Rucksackgerät geplant. Hafner änderte die Auslegung aber bereits nach kurzer Zeit und entwarf eine leichte Stahlrohrkonstruktion mit einem darüber angeordneten Rotor. Die von der Royal Air Force akzeptierte Ausführung entsprach den Ausschreibungsanforderungen 11/42. Hergestellt wurde die Rotachutestruktur von F. Hills & Son in Manchester, während die Rotorblätter von H. Morris & Co. in Glasgow produziert wurden.

### Erprobung
In der ersten Ausführungsphase des Programms wurde eine als H. 8 bezeichnete Attrappe gebaut. Nachdem anfängliche Versuche einen Simulator in Form einer Rotachute-Replica, die in einem Rahmen hinter einem stationären Whitley-Bomber aufgehängt war, wegen der starken Turbulenzen nicht praktikabel waren, führte man die weitere Schulung mit einem Cierva C.30A Tragschrauber durch. Hierfür wurde das Steuerungssystem des Rotachute im vorderen Cockpit des C.30 installiert. Unter den drei Testpiloten, die als Freiwillige die Erprobung durchführten, war auch der bekannte Segelflieger Robert Kronfeld. Zuerst befestigte man das Gerät auf einem Lastwagen, später stattete man es mit Rädern aus und zog es an einem 40 m langen Seil hinter einem Humber-PKW. Der erste Flug im Fahrzeugschlepp fand am 11. Februar 1942 statt. Bei dem zwanzig Sekunden dauernden Flug wurde eine Höhe von zwei Metern erreicht. Der Flug endete nach dem Ausklinken des Seils mit einem Überschlag des Geräts. Auch der zweite Flug am 16. Februar endete auf die gleiche Weise, wonach die weitere Erprobung nach Snaith verlegt wurde, das mit zwei Kilometer eine längere Startbahn besaß. Durch die dadurch mögliche längere Schleppdauer konnte auch Steigen und Sinken erprobt werden. Auch das hintere Geräteteil wurde durch Verlängern und Erhöhen der Steifigkeit des „Sacks“ verändert. Die Bezeichnung war nun Rotachute Mk. II. Der erste Flug dieser Variante war am 29. Mai 1942 hinter einem Willys Jeep. Bei weiteren Flügen erreichte man eine Flugdauer von bis zu drei Minuten.
Bei der Mk. III war der hintere Geräteteil nicht mehr stoffverkleidet, sondern hatte eine Sperrholzbeplankung und ein richtiges Holz-Höhenleitwerk. An einem 92 m langen Seil erreichte man Höhen bis 30 m. Der erste freie Flug am 9. Juni, bei dem eine Vorwärtsgeschwindigkeit von 50 km/h erreicht wurde, verlief erfolgreich. Im Schlepp einer Tiger Moth konnte die Flug- und Ausklinkhöhe der Mk. III mit dem Kennzeichen P-1 auf 1000 m und die Flugdauer auf vierzig Minuten gesteigert werden, wobei ein sehr gutes, tragschrauberähnliches Flugverhalten konstatiert wurde. Die Flugerprobung der Mk. III konnte bis zum 18. Oktober 1943 fortgesetzt werden, als nach einem Flug mit Kronfeld am Steuer die Maschine bei einer harten Landung erheblich beschädigt wurde.
Die nächste Version war die Rotachute Mk. IV mit einem verbesserten Leitwerk, die vom 29. April bis 20. Mai 1943 ihre Erprobung durchlief. Danach traf die RAF die Entscheidung, die luftgestützten Landetruppen doch nicht mit dem Rotachute auszurüsten. Der letzte Flug eines Rotachute fand am 18. Oktober 1943 statt.

### Weitere Nutzung
Ein Exemplar wurde in die USA geliefert und dort vom Dezember 1945 bis zum Januar 1946 vom General Engineering and Consulting Laboratory der General Electric Company (G.E.) und vom Air Materiel Command der USAAF im Flug erprobt. 1947 entwickelte Igor Bensen, damals ein Ingenieur bei G.E., mit dem Gyroglider ein Fluggerät, das dem Rotachute sehr ähnelte und Ausgangspunkt für eine ganze Familie weiterer derartiger Konstruktionen war.

## Konstruktion
Der „Rumpf“ des Geräts war nach vorne offen und besaß in den beiden ersten Ausführungen eine sackartige Stoffverkleidung des Fachwerks, die sich im Luftzug aufblies. Auch die Stabilisierungsflächen am Heck waren in den Stoffsack integriert. Eine hölzerne gedämpfte Kufe diente zur Landung. Die Rotorblätter, die 375 Umdrehungen pro Minute erlaubten, bestanden ebenfalls aus Holz. Die Steuerung erfolgte über einen hängenden, direkt am Rotorkopf befestigten Steuerknüppel. Durch die Überkopfanordnung waren die gewohnten Reaktionen auf Steuerbefehle gegenüber der konventionellen Steuerung gerade umgekehrt. So musste z. B. zum Steigen der Steuerknüppel nach vorne gedrückt werden. Es gab keine Ruder, zum Drehen wurde der Rotor gekippt. Außer dem Soldaten selbst, sollte ein Bren-Maschinengewehr mit 300 Schuss transportiert werden können. Mit einer Leermasse von lediglich 35 kg und einer Gesamtmasse von 134 kg war der Rotachute das leichteste bis dahin entwickelte bemannte Fluggerät.
Einer der größten Nachteile des Geräts war die Notwendigkeit, den Rotor vor dem Einsatz auf eine bestimmte Drehzahl zu bringen. Während der Erprobung geschah dies durch ein Begleitfahrzeug, wie dies für eine große Anzahl von Geräten unter Einsatzbedingungen bewerkstelligt werden sollte, blieb eine der ungelösten Fragen. Auch ein Mini-Tragschrauber mit Antrieb, genannt Rotacub, wurde deshalb vorgeschlagen, aber nicht weiter verfolgt.

## Technische Daten
| Kenngröße              | Daten            |
| ---------------------- | ---------------- |
| Besatzung              | 1                |
| Länge                  | 3,0 m            |
| Höhe                   | 1,5 m            |
| Rotor-Durchmesser      | 4,6 m            |
| Rotorkreisfläche       | 16,4 m²          |
| Rotordrehzahl          | 375 min−1        |
| Geringstes Sinken      | ? m/s bei ? km/h |
| Nutzlast               | 99 kg            |
| Strukturmasse          | 34,5 kg          |
| max. Startmasse        | 134 kg           |
| Mindestgeschwindigkeit | 34 km/h          |
| Höchstgeschwindigkeit  | 173 km/h         |

## Verbleib
Der originale Rotachute Mk. III P-5 ist im Museum of Army Flying in Middle Wallop ausgestellt.